# Calylophus tubicula
Calylophus tubicula là một loài thực vật có hoa trong họ Anh thảo chiều. Loài này được (A.Gray) P.H.Raven mô tả khoa học đầu tiên năm 1964.